# Okie (album)
| Recensione                        | Giudizio        |
| --------------------------------- | --------------- |
| AllMusic                          | [ 1 ]           |
| Robert Christgau                  | B-              |
| The New Rolling Stone Album Guide | [ 3 ]           |
| Sputnikmusic                      | 4.1 (Excellent) |
| Dizionario del Pop-Rock           | [ 5 ]           |
| 24.000 dischi                     | [ 6 ]           |

Okie è il terzo album di J.J. Cale, pubblicato dalla Shelter Records nel maggio del 1974.
L'album si piazzò al numero 128 (3 agosto 1974) della Chart statunitense Billboard 200.

## Tracce
Lato A
Testi e musiche di J.J. Cale, eccetto dove indicato.
1. Crying – 2:35 – Registrato il 20 novembre 1973 al "Bradley's Barn", Mt. Juliet, Tennessee
2. I'll Be There (If You Ever Want Me) – 2:22 (Ray Price, Rusty Gabbard) – Registrato il 10 maggio 1973 al "Columbia Studio B" di Nashville, Tennessee
3. Starbound – 1:57 – Registrato il 10 maggio 1973 al "Columbia Studio B" di Nashville, Tennessee
4. Rock and Roll Records – 2:07 – Registrato il 7 maggio 1973 al "Woodland Studio B" di Nashville, Tennessee
5. The Old Man and Me – 2:02 – Registrato il 5 dicembre 1973 al "Cale's House" di Tulsa, Oklahoma
6. Everlovin' Woman – 2:07 – Registrato il 10 luglio 1973 al "Woodland Studio B" di Nashville, Tennessee

Lato B
Testi e musiche di J.J. Cale, eccetto dove indicato.
1. Cajun Moon – 2:17 – Registrato il 20 novembre 1973 al "Bradley's Barn", Mt. Juliet, Tennessee
2. I'd Like to Love You Baby – 2:47 – Registrato il 7 maggio 1973 al "Woodland Studio B" di Nashville, Tennessee
3. Anyway the Wind Blows – 3:20 – Registrato il 4 ottobre 1973 al "Cale's House" di Tulsa, Oklahoma
4. Precious Memories – 2:07 (Tradizionale; arrangiamento di J.J. Cale) – Registrato il 20 novembre 1973 al "Bradley's Barn", Mt. Juliet, Tennessee
5. Okie – 1:54 – Registrato il 2 agosto 1973 al "Cale's House" di Tulsa, Oklahoma
6. I Got the Same Old Blues – 2:57 – Registrato il 9 luglio 1973 al "Woodland Studio B" di Nashville, Oklahoma

## Musicisti
Crying
- J.J. Cale - chitarra, voce
- Reggie Young - chitarra elettrica
- Red Spivey - pianoforte
- Beegie Cruzer - tastiere (elettriche)
- Mike Leech  - basso
- Kenny Malone  - batteria
- Farrell Morris  - percussioni
- Joe Mills - ingegnere delle registrazioni

I'll Be There (If You Ever Want Me)
- J.J. Cale - voce, chitarra slide-gut
- Grady Martin - chitarra elettrica
- Harold Bradley - chitarra ritmica
- Jerry Smith - pianoforte
- Tommy Cogbill - basso
- Karl Himmel - batteria
- Stan Hutto - ingegnere delle registrazioni

Starbound
- J.J. Cale - chitarra, voce
- Grady Martin - chitarra elettrica
- Harold Bradley - chitarra ritmica
- Jerry Smith - pianoforte
- Billy Puett - sassofono
- George Tidwell - tromba
- Dennis Goode - trombone
- Tommy Cogbill - basso
- Karl Himmel - batteria
- Stan Hutto - ingegnere delle registrazioni

Rock and Roll Records
- J.J. Cale - chitarra, voce
- Jerry Whitehurst - tastiere
- Billy Puett - sassofono
- George Tidwell - tromba
- Dennis Goode - trombone
- Tim Drummond - basso
- Karl Himmel - batteria
- Rick Horton - ingegnere delle registrazioni

The Old Man and Me
- J.J. Cale - chitarra, voce
- Paul Davis - chitarra
- Weldon Myrick - chitarra steel
- Joel Green - basso
- Terry Perkins - batteria
- Audie Ashworth - ingegnere delle registrazioni

Everlovin' Woman
- J.J. Cale - chitarra, voce
- Mac Gayden - chitarra
- Pig Robbins  - pianoforte
- Tommy Cogbill - basso
- Kenny Malone - batteria
- Rick Horton - ingegnere delle registrazioni

Cajun Moon
- J.J. Cale - chitarra, voce
- Reggie Young  - chitarra
- Beegie Cruzer  - tastiere
- Joel Green  - basso
- Kenny Malone  - batteria
- Farrell Morris  - percussioni
- Joe Mills - ingegnere delle registrazioni

I'd Like to Love You Baby
- J.J. Cale - chitarra, voce
- Jerry Whitehurst - pianoforte
- Billy Puett - sassofono
- George Tidwell  - tromba
- Dennis Goode  - trombone
- Tim Drummond  - basso
- Karl Himmel  - batteria
- Rick Horton - ingegnere delle registrazioni

Anyway the Wind Blows
- J.J. Cale - chitarra, voce
- Paul Davis - chitarra
- Joel Green - basso
- Terry Perkins - batteria
- Audie Ashworth - ingegnere delle registrazioni

Precious Memories
- J.J. Cale - chitarra, voce, arrangiamenti
- Reggie Young  - chitarra
- Beegie Cruzer  - pianoforte
- Farrell Morris - vibrafono
- Mike Leech - basso
- Kenny Malone  - batteria
- Joe Mills - ingegnere delle registrazioni

Okie
- J.J. Cale - chitarra
- Paul Davis - chitarra
- Joel Green - basso
- Terry Perkins - batteria
- Audie Ashworth - ingegnere delle registrazioni

I Got the Same Old Blues
- J.J. Cale - chitarra, voce
- Mac Gayden - chitarra slide
- Pig Robbins - pianoforte
- Tommy Cogbill - basso
- Kenny Malone - batteria
- Rick Horton - ingegnere delle registrazioni

Note aggiuntive
- Audie Ashworth - produttore
- Gene Brownell - art direction, fotografia
- Richard Germinaro - illustrazione copertina album